# Желькув-Кольонія
Желькув-Кольонія (пол. Żelków-Kolonia) — село в Польщі, у гміні Седльці Седлецького повіту Мазовецького воєводства.
Населення — 1583 особи (2011).
У 1975-1998 роках село належало до Седлецького воєводства.

## Демографія
Демографічна структура станом на 31 березня 2011 року:
|          | Загалом | Допрацездатний вік | Працездатний вік | Постпрацездатний вік |
| -------- | ------- | ------------------ | ---------------- | -------------------- |
| Чоловіки | 786     | 158                | 564              | 64                   |
| Жінки    | 797     | 149                | 523              | 125                  |
| Разом    | 1583    | 307                | 1087             | 189                  |